# Грог
Грог (англ. grog) — напій, приготований з рому чи коньяку з окропом або чаєм та цукром, деколи додається лимонний сік.

## Історія
Ідея цього напою належить англійському адміралу Едварду Вернону (англ. Edward Vernon), який у 1740 вирішив додавати літр гарячої води до кожної чверті літра рому, що видавали матросам. Таким чином він намагався зменшити споживання рому. Адмірал мав прізвисько «старий грог» (від англійського слова grogram). Звідси і назва напою.
Пізніше, на кораблях до грогу почали додавати лимонний сік, щоб захистити екіпаж від цинги.
У наші часи ром часто замінюють на коньяк, кальвадос та інші міцні напої. Існує також безалкогольний грог.

## Аналоги
В розмовній мові суміш різних вин або вина з чаєм чи «кофе» відома під назвою «ведмідь».